# Бачинський Георгій Олексійович
Бачинський Георгій Олексійович (4 грудня 1936, Київ — 26 серпня 1996, Львів) — визначний український вчений і громадський діяч, доктор географічних наук, професор, фахівець у галузі палеонтології й четвертинної геології.

## Біографія

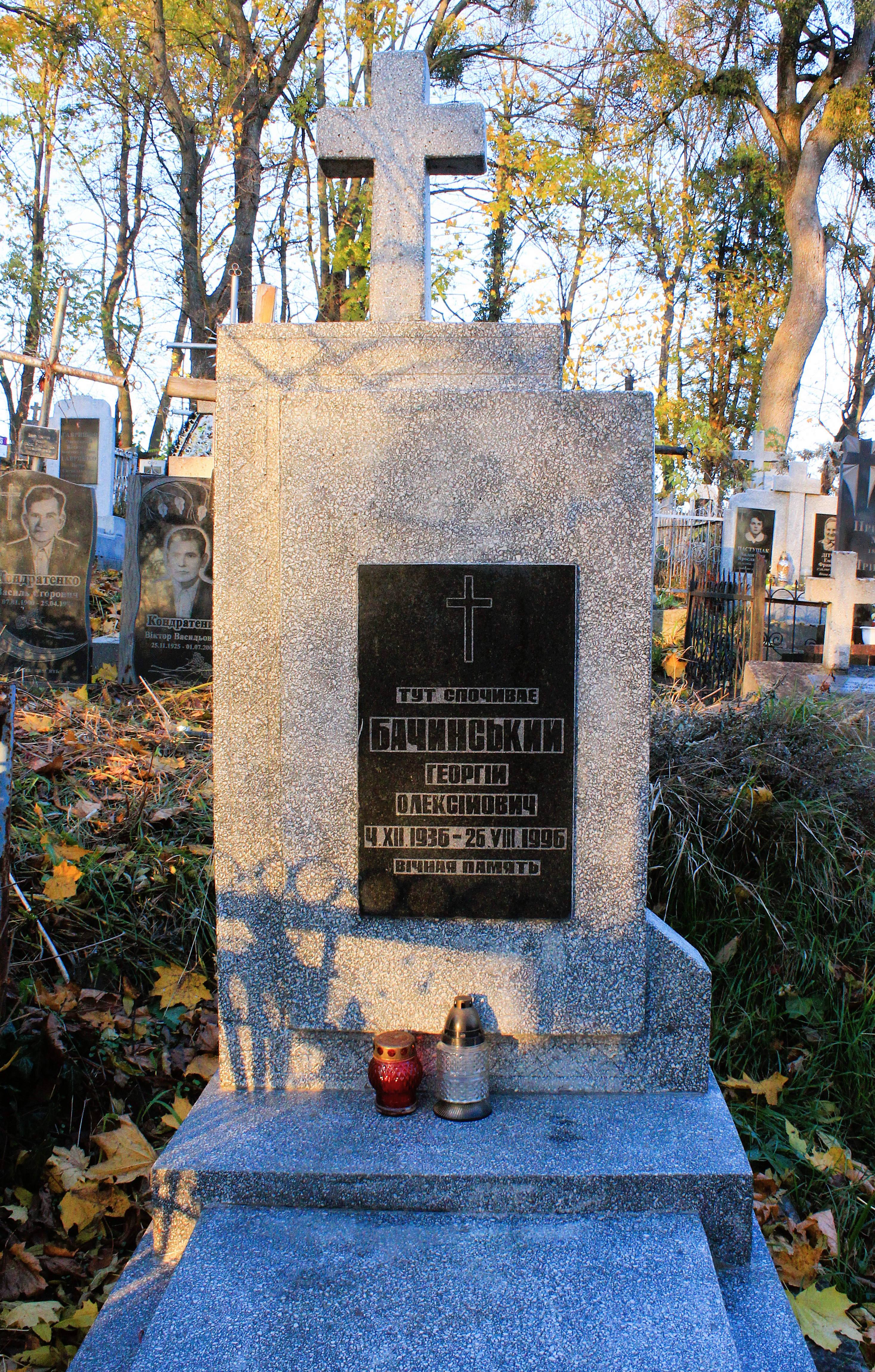
Нагробок на могилі професора Г. Бачинського

Закінчив Львівський університет у 1959 р. У 1960—1968 брав участь як керівник загону Комплексної карстової експедиції АН УРСР у відкритті та дослідженні понад 760 карстових печер України, зокрема найбільших у світі гіпсових печер Поділля. У 1968, за декілька місяців до захисту докторської дисертації, за активну участь у протиімперському русі шестидесятників був вигнаний з Інституту зоології АН УРСР з фактичною забороною проводити наукову та педагогічну роботу. Через заборону працювати за фахом змушений був тривалий час виконувати технічну роботу в геологічних організаціях. Працював у інженерно-геологічних організаціях Держбуду УРСР, розробляв методики збирання, систематизації та повторного використання матеріалів інженерно-геологічних розвідувань і складання великомасштабних інженерно-геологічних карт населених пунктів. У 1977, за сумісництвом, викладав у Львівському університеті. Від 1979 — в Інституті прикладних проблем механіки й математики АН УРСР, де 1980—1985 очолював групу математично-картографічного моделювання соціоекосистем, що укладала Атлас природних ресурсів Львівщини. Згодом працював у Львівському відділенні Інституту економіки АН УРСР (старший науковий співробітник, провідний науковий співробітник), де вивчав проблеми відносин суспільства з довкіллям. У 1990 році Г. О. Бачинський (попри доноси й скарги недоброзичливців[джерело?]) все ж захистив дисертацію і здобув ступінь доктора географічних наук. Наступна його робота була пов'язана з Українським лісотехнічним університетом у Львові (1990—1996), де працював професором кафедри екології, озеленення та садово-паркового будівництва та над виданням навчальної літератури в галузі соціоекології. Діяльність різко перервала раптова смерть у 1996 році.
Похований на 42 полі Янівського цвинтаря.

## Наукова та громадська діяльність
Член Міжнародного інституту людської (соціальної) екології (Каліфорнія, США) (1988—1996)
Широке визнання отримали його статті в журналі «Універсум»: «Чи залишиться Україна українською» (1995, № 9–10) та «Український шлях у майбутнє» (1996, № 3–4).
Професор Мирослав Дністрянський: «Завжди буду пам'ятати Георгія Олексійовича як людину широких поглядів й енциклопедичних знань, інтелігента найвищої проби. Як український патріот професор Г. О. Бачинський особливо вболівав за долю української культури, дуже переживав через продовження процесів русифікації, прагнув організовано залучити молодь для вирішення державних справ».